# Quietismo

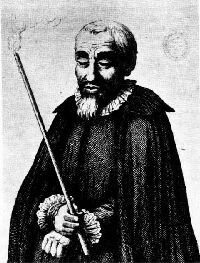
Imagem de Miguel Molinos, um representante do quietismo católico

Quietismo é o nome pejorativo dado (especialmente na teologia católica romana) a um conjunto de crenças cristãs que cresceram em popularidade na França, Itália e Espanha durante o final da década de 1670 e 1680, particularmente associadas aos escritos do místico espanhol Miguel de Molinos (e posteriormente François Malaval e Madame Guyon), e que foram condenados como heresia pelo Papa Inocêncio XI na bula papal Coelestis Pastorde 1687. A heresia "quietista" foi vista como consistindo em elevar erroneamente a "contemplação" sobre a "meditação", a quietude intelectual sobre a oração vocal e a passividade interior sobre a ação piedosa em um relato de oração mística, crescimento espiritual e união com Deus (um em que, segundo a acusação, existia a possibilidade de alcançar um estado sem pecado e união com a divindade cristã).
Quieto (do latim. quies, quietus, inativo, em repouso) no sentido mais amplo, é a doutrina que afirma que a mais alta perfeição do homem consiste em uma espécie de auto-aniquilação psíquica e a conseqüente absorção da alma na Essência Divina, mesmo durante a vida presente. No estado "quieto", a mente fica completamente inativa; ela não pensa ou deseja mais por conta própria, mas permanece passiva enquanto Deus trabalha nela. O quietismo é então, em termos gerais, uma espécie de misticismo.

## Uso do termo
Desde o final do século XVII, o "quietismo" tem funcionado (especialmente dentro da teologia católica romana, embora também em certa medida dentro da teologia protestante), como a abreviação para relatos que são percebidos como infringindo os mesmos erros teológicos e, portanto, heréticos. . Como tal, o termo passou a ser aplicado a crenças muito fora de seu contexto original. O termo quietismo não foi usado até ao século XVII, e alguns escritores apelidaram a expressão de tais erros antes desta era como "pré-quietismo".
Embora tanto Molinos como outros autores condenados no final do século XVII, bem como seus opositores, falassem dos quietistas (ou seja, daqueles que se dedicavam à "oração do sossego", expressão usada por Teresa de Ávila, João da Cruz e outros), o "quietismo" foi uma criação de seus oponentes, uma sistematização um tanto artificial feita com base em condenações e comentários eclesiásticos sobre eles. Nenhum autor – mesmo Molinos, geralmente visto como o principal representante do pensamento quietista – defendeu todas as posições que formaram o quietismo dos livros doutrinários católicos posteriores; como tal, pelo menos um autor sugere que é melhor falar de uma tendência ou orientação quietista.
No Oriente cristão, contudo, o Hesicasmo, que não é senão uma modalidade de quietismo no seio da Igreja ortodoxa, permanece até os dias de hoje como uma das mais vigorosas formas de espiritualidade cristã. O grande defensor teológico da ortodoxia do Hesicasmo foi São Gregório Palamas.

## A controvérsia quietista das décadas de 1670 e 1680
O quietismo está particularmente associado a Miguel de Molinos, referido pela Enciclopédia Católica como o "fundador" do Quietismo. Molinos e as doutrinas do quietismo foram finalmente condenados pelo Papa Inocêncio XI na bula Coelestis Pastor de 1687. Molinos foi preso no Castel Sant'Angelo, onde morreu em 1696.

## Quietismo na França

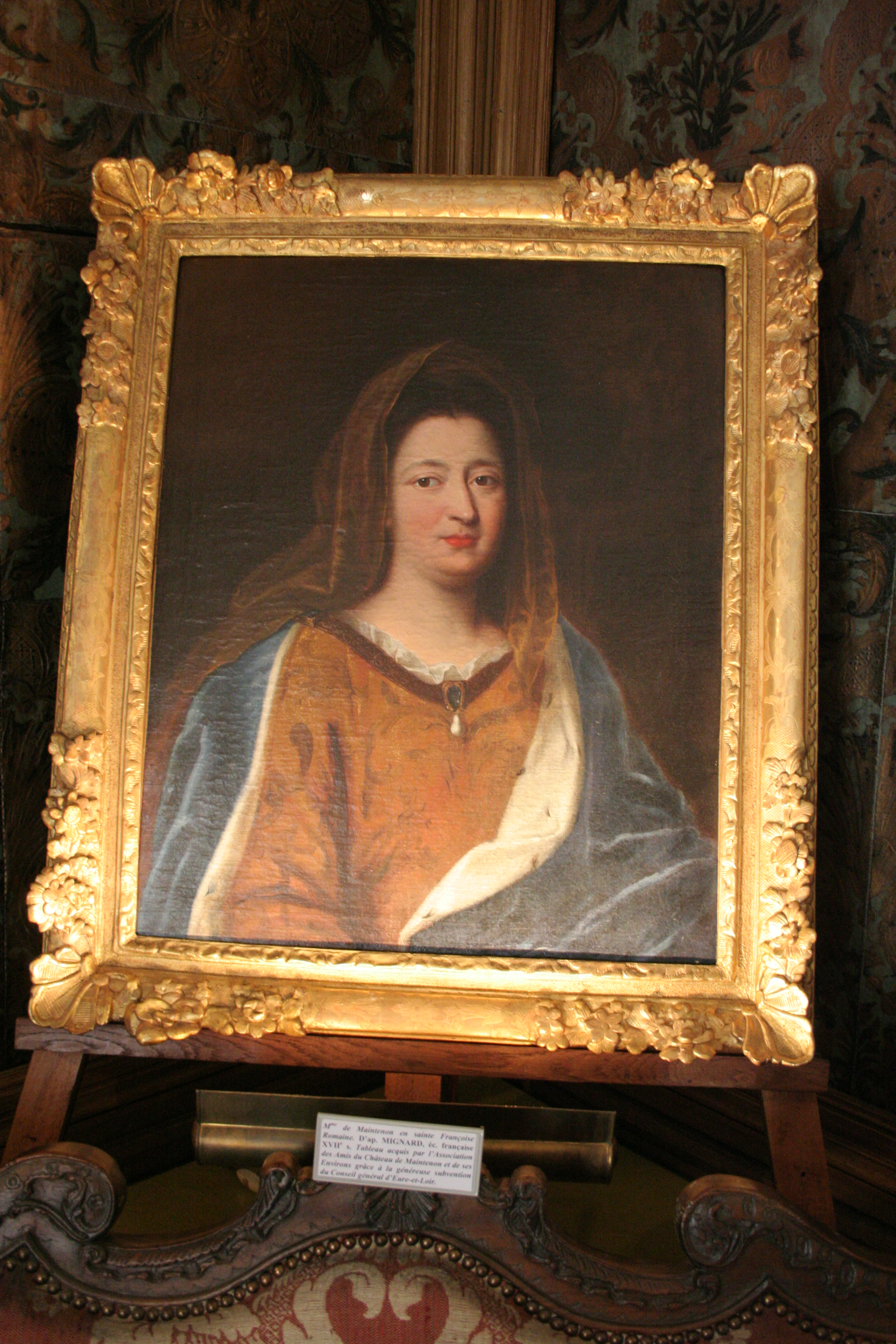
Pintura de Madame de Maintenon

O quietismo se espalhou entre os católicos romanos através de pequenos grupos na França. Aqui também foi influenciado pelo pensamento de François de Sales, com sua ênfase no amor puro resultante da prática espiritual. A representante mais notável foi a Sra. Guyon, especialmente com sua obra Um Método Curto e Fácil de Oração, que afirmava não ter conhecido diretamente o ensinamento de Molinos, mas certamente teve contato com François Malaval, um proponente de Molinos. Madame Guyon ganhou um influente convertido na corte de Luís XIV em Madame de Maintenon, e influenciou o círculo de católicos devotos na corte por um tempo. Ela também foi conselheira espiritual do Arcebispo Fénelon de Cambrai. Uma comissão na França considerou a maioria das obras de Madame Guyon intoleráveis e o governo a confinou, primeiro em um convento, depois na Bastilha, levando eventualmente ao seu exílio em Blois em 1703.
Em 1699, após a defesa espirituosa de Fénelon em uma guerra de imprensa com Bossuet, o Papa Inocêncio XII proibiu a circulação das Máximas dos Santos de Fénelon, às quais Fénelon se submeteu imediatamente. Os procedimentos da Inquisição contra os quietistas remanescentes na Itália duraram até o século XVIII. Jean Pierre de Caussade, o jesuíta e autor do tratado espiritual Abandono à Divina Providência, foi forçado a retirar-se por dois anos (1731-1733) de sua posição como diretor espiritual para uma comunidade de freiras depois que ele foi suspeito de Quietismo (uma acusação da qual ele foi absolvido).

## Conceito e Teologia Católica

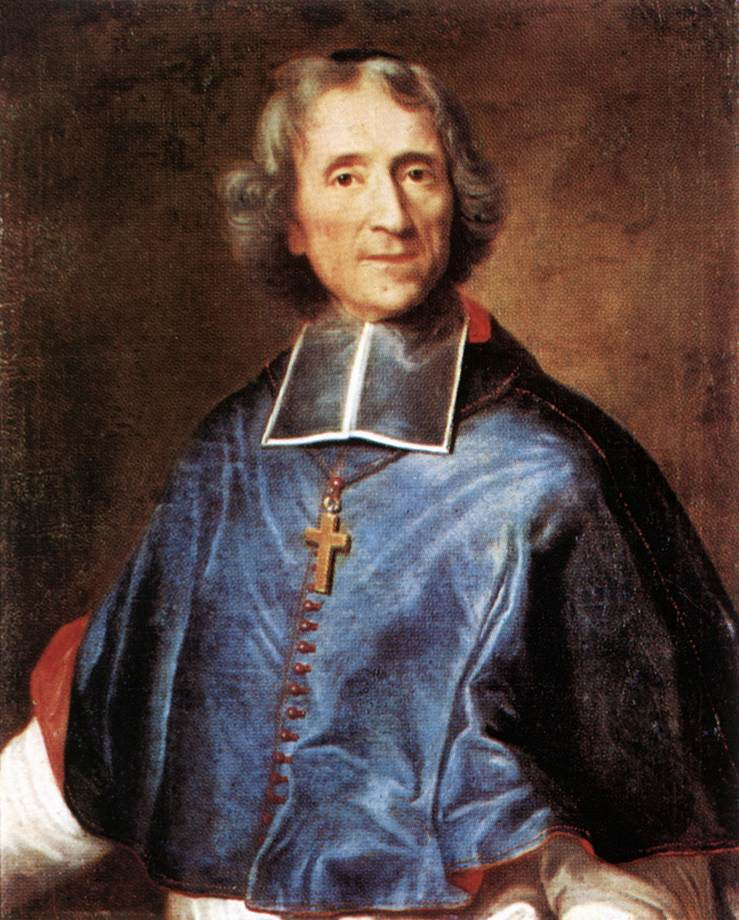
Pintura de Fenélon, representante do quietismo francês

Essa corrente recebe seu apoio do panteísmo e de teorias semelhantes, e envolve noções peculiares em relação à cooperação divina nos atos humanos. Em um sentido mais restrito, o quietismo designa o elemento místico no ensino de várias seitas que surgiram dentro da Igreja Católica, que foram expulsas como sendo consideradas heréticas. A Igreja Católica entende que em o quietismo seria um erro de fé evidente, e, ainda, um corolários doutrinas consideradas errôneas pela Igrejas. Por fim, o quietismo, no sentido estrito do termo, é a doutrina proposta e defendida no século XVII por Molinos e por Petrucci. De seu ensino desenvolveu-se a forma menos radical conhecida como semiquietismo, cujos principais proponentes foram Fénelon e Madame Guyon. Todas essas variedades de quietismo insistem com maior ou menor ênfase na passividade interior como condição essencial para a perfeição, e todas foram proscritas pela Igreja em termos muito explícitos.
O quietismo é uma doutrina e prática espiritual cujas origens remontam ao século XVII e à figura mais representativa desta controvertida corrente da mística cristã, o sacerdote espanhol Miguel de Molinos. O quietismo se difundiu na Europa, especialmente na França, Itália e Espanha. O quietismo tem sido uma doutrina combatida ativamente pela Igreja Católica, a qual  o considera um desvio da fé verdadeira.
Segundo a doutrina quietista, o fiel alcançaria a Deus mediante a oração contemplativa e a passividade da alma. No estado de quietude, a mente humana se torna inativa, já não apresenta vontade própria, mas permanece passiva, sendo Deus mesmo quem opera nela. Para os críticos do Quietismo, ele reduz ou elimina por completo toda responsabilidade moral do ser humano. Por isto, e para não ser motivo de confusão e perplexidade para a generalidade dos fieis, a doutrina foi condenada e considerada herética pelo papa Inocêncio XI, e Molinos, apesar de ter abjurado de eventuais erros em sua doutrina, foi mantido em prisão no Castelo de Santo Ângelo, morrendo em 1696. Em 1685 Molinos é preso pela Inquisição, condenado à prisão perpétua e proibido de trabalhar por Inocêncio XI. O teólogo e arcebispo de Cambrai, François Fénelon, seu defensor e promotor, foi condenado ao exílio por Inocêncio XII.Não deve ser confundido com o Molinismo, os ensinamentos de outro teólogo espanhol, Luis de Molina.

## História e Perceção Católica

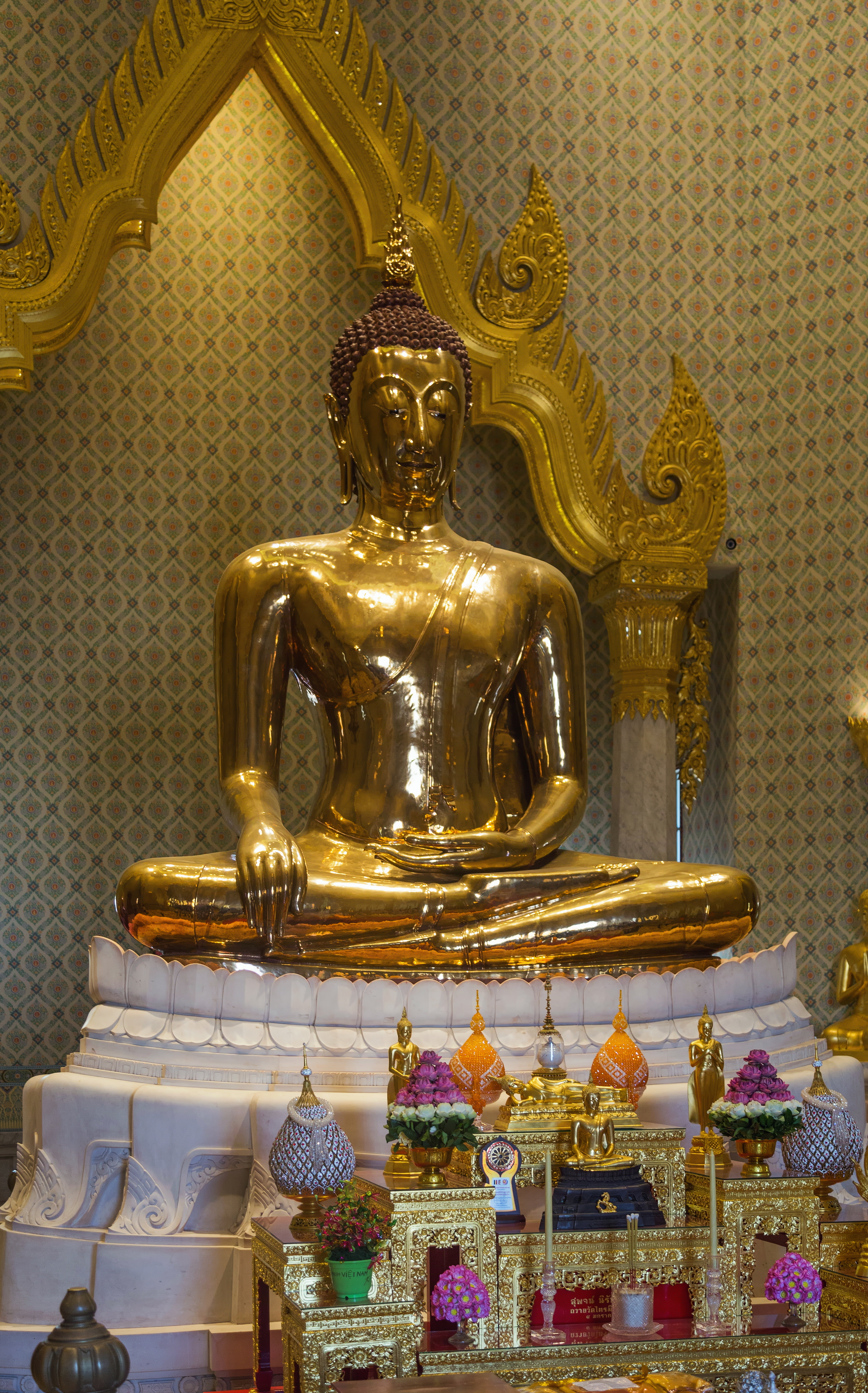
Estátua de Buda, o budismo apresenta tendências quietistas, ou seja, a busca pela paz interior

Em suas características essenciais, o quietismo é uma característica das religiões da Índia. Tanto o bramanismo panteísta quanto o budismo apontam para uma espécie de auto-aniquilação, um estado de indiferença no qual a alma desfruta de uma tranquilidade imperturbável. E o meio para isso é o reconhecimento da identidade do indivíduo com Brahma, o todo-deus, ou, para o budista, a extinção do desejo e a conseqüente elevação ao estado de nirvana, de forma incompleta no presente. vida, mas completamente após a morte. Entre os gregos, a tendência quietista é representada nos estóicos. Estes, juntamente com o panteísmo, que caracteriza sua teoria do mundo, apresentam em sua apatheia um ideal que lembra a indiferença perseguida pelos místicos orientais. O sábio é aquele que se tornou independente e livre de todo desejo. De acordo com alguns estóicos, o sábio pode se entregar ao tipo mais baixo de sensualidade na medida em que afeta apenas o corpo, sem incorrer na menor contaminação de sua alma. Os neoplatônicos sustentavam que o Um dá origem ao Nous ou Intelecto, uma noção que eles aplicavam tanto à alma universal quanto às almas individuais. Estes, como consequência de sua união com a matéria, esqueceram sua origem divina. Portanto, o princípio fundamental da moralidade consiste no retorno da alma à sua origem. O destino supremo do homem e sua maior felicidade consiste em elevar-se à contemplação do Uno, não pelo pensamento, mas pelo êxtase (ekstasis).
O Gnosticismo, especialmente a Escola Antinomiana, buscava a salvação em uma espécie de conhecimento intuitivo do divino, pelo qual o "espiritual" se emancipava da obrigação de obedecer à lei moral. A mesma tendência quietista aparece nos ensinamentos dos euquitas ou messalianos, que sustentavam que a oração liberta o corpo da paixão e a alma das más inclinações, de modo que os sacramentos e os atos penitenciais são inúteis. Estes foram condenados nos Sínodos de Side na Panfília (383) e em Éfeso (431). Os Bogomilos do final da Idade Média foram provavelmente seus descendentes diretos.
Os meios para atingir tal estado de contemplação são a oração, o repouso completo do corpo e da vontade e um processo de auto-sugestão. Entre as ideias de Beguinas e dos Begardos condenados pela Igreja Católica no  Concílio de Viena (1311-12) estão as proposições: que o homem na vida presente pode atingir tal grau de perfeição que pode se tornar completamente impecável; que os "perfeitos" não precisam jejuar ou orar, mas podem conceder livremente ao corpo o que ele quiser; que eles não estão sujeitos a nenhuma autoridade humana nem estão vinculados aos preceitos da Igreja.
A Igreja católica condendou o quietismo de forma ativa em toda a sua história. Os fraticelli foram condenados pelo Papa João XXII em 1317 pelo possíve quietismo. O mesmo Papa condenou em 1329, supostos os erros de fé de Meister Eckhart as afirmações de que somos totalmente transformados em Deus da mesma forma que no Sacramento o pão se transforma no Corpo de Cristo; que uma vez que é a vontade de Deus que eu pequei, eu não gostaria de não ter pecado; que devemos produzir o fruto, não de ações externas, que não nos tornam bons, mas de ações internas que são feitas pelo Pai enquanto ele habita em nós . Em pleno acordo com seus princípios panteístas, os Irmãos do Espírito Livre (séculos XIII a XV) sustentavam que aqueles que alcançaram a perfeição, ou seja, a absorção completa em Deus, não precisam de culto externo, nem de sacramentos ou oração; que não devem obediência a nenhuma lei, pois sua vontade é idêntica à vontade de Deus, e que podem dar livre curso aos seus desejos carnais sem contaminar a alma. Este é também substancialmente o ensinamento dos "alumbrados", um grupo religioso existente na Espanha durante os séculos XVI e XVII.
O espanhol Miguel de Molinos foi quem desenvolveu o quietismo no sentido estrito da palavra. De seus escritos, especialmente seu "Dux Spiritualis" (Roma, 1675), 68 proposições foram selecionadas e condenadas por Inocêncio XI em 1687. O princípio fundamental do sistema está contido na primeira proposição: o homem deve aniquilar seus poderes, e este é o caminho interno; de fato, o desejo de fazer algo ativamente ofende a Deus e, portanto, é preciso abandonar-se inteiramente a Ele e depois permanecer como corpo inanimado.
A Igreja condenou o quietismo, particularmente o de Miguel de Molinos. No entanto, essas doutrinas encontraram adeptos nos mais altos escalões do clero, como o oratório Pietro Matteo Petrucci (1636-1701), que foi consagrado bispo de Jesi (1681), e elevado ao cardinalato (1686). Seus escritos sobre misticismo e vida espiritual foram criticados pelo jesuíta Paolo Segneri, e seguiu-se uma controvérsia que resultou no exame de todo o assunto pela Inquisição e na proibição de cinquenta e quatro proposições selecionadas de oito dos livros. (1688). Ele se submeteu imediatamente, renunciou à sua sede episcopal em 1696 e foi nomeado Visitador Apostólico pelo Papa Inocêncio XII. Outros líderes do movimento quietista foram: José Beccarelli, de Milão, que se retratou perante a Inquisição em Veneza em 1710; François Malaval, leigo cego de Marselha (1627-1719); e especialmente o Barnabite François Lacombe, diretor espiritual de Madame Guyon, cujas opiniões foram adotadas por Fénelon.
A doutrina contida na "Explanation des Maximes des Saints" (Explanação das máximas dos Santos) de Fénelon foi sugerida pelos ensinamentos de Molinos, era menos extrema em seus princípios e menos ativa em suas aplicações, e geralmente é chamada de semiquietismo, tendo gerado uma controvérsia entre Bossuet e Fénelon.  Este último submeteu seu livro à Santa Sé para exame, com o resultado de que vinte e três proposições extraídas dele foram condenadas pelo Papa Inocêncio XII em 1699. Segundo Fénelon, há um estado habitual do amor de Deus que é totalmente puro e altruísta, sem medo de punição ou desejo de recompensa.
O Protestantismo continha certos elementos que o Quietista poderia ter adotado consistentemente. A doutrina da justificação somente pela fé, isto é, sem boas obras, encaixava-se muito bem na doutrina  quietista. Na "Igreja visível", como propunham os reformadores, o quietista teria encontrado abrigo do controle da autoridade eclesiástica em um abrigo com o qual pudesse se relacionar. E a busca de tornar a  vida religiosa como algo mais individual em suas relações diretas com Deus aproximavam o protestante do que quietista. No entender católico, a rejeição parcial ou total do sistema sacramental levaria o protestante devoto a uma atitude quietista.
De fato, traços de quietismo são encontrados nos primeiros desenvolvimentos do Metodismo e Quakerismo (a "luz interior"). Mas em seus desenvolvimentos posteriores, o protestantismo passou a enfatizar a vida ativa em vez da vida passiva e contemplativa. Enquanto Lutero sustentava que a fé sem obras é suficiente para a salvação, seus sucessores hoje dão pouca importância às crenças dogmáticas, mas dão grande ênfase à "religião como modo de vida", isto é, como ação. O ensino católico busca, em su entendimento, evitar "extremos", nem um passivismo e nem um ativismo militante.

## Conjunto de crenças similares
A doutrina quietista foi ativamente combatida pela Igreja Católica, pois, em certo sentido, retirava o grande poder da Igreja sobre os costumes e as questões de fé e de crença, relegando a um aspecto individual, claramente desvinculando a percepção de fé individual do controle da uma religião, no sentido coletivo da palavra. Implica, de forma objetiva, num considerável avançado do individualismo que seria a tônica das grandes revoluções sociais e políticas ocorridas no mundo ocidental, particularmente, o Iluminismo, a Revolução Americana, Revolução Gloriosa e a Revolução Francesa, especialmente, com o advento da Era Contemporânea.
É possível isolar tendências semelhantes (e preocupações semelhantes dos acusadores) às condenadas na controvérsia "quietista" do século XVII em períodos anteriores. Na filosofia helenística, o estado de serenidade imperturbável ou ataraxia era visto como um estado de espírito desejável pelos filósofos pirrônicos,  epicuristas e estóicos. Na Igreja Ortodoxa Oriental, uma disputa análoga pode ser localizada no Hesicasmo em que "o objetivo supremo da vida na terra é a contemplação da luz incriada pela qual o homem está intimamente unido a Deus".  No entanto, de acordo com o bispo Kallistos Ware , "Os princípios distintivos dos quietistas ocidentais do século XVII não são característicos do hesicasmo grego".
No cristianismo primitivo, as suspeitas sobre formas de ensino místico podem ser vistas como controvérsias sobre o gnosticismo nos séculos II e III, e sobre a heresia messaliana nos séculos IV e V.  Da mesma forma, os Irmãos do Espírito Livre, Beguines e Beghards dos séculos XII e XIII foram todos acusados de manter crenças com semelhanças com as condenadas na controvérsia quietista.  Entre as idéias vistas como erros e condenadas pelo Concílio de Vienne (1311-12) estão as proposições de que a humanidade na vida presente pode atingir tal grau de perfeição que se tornará totalmente sem pecado; que os "perfeitos" não precisam jejuar ou orar, mas podem conceder livremente ao corpo tudo o que ele deseja.
A negação dos cátaros da necessidade de ritos sacerdotais foi percebida como uma forma de quietismo. Esta pode ser uma referência tácita aos cátaros ou albigenses do sul da França e da Catalunha, e que eles não estão sujeitos a nenhuma autoridade humana ou vinculados aos preceitos da Igreja. Afirmações semelhantes de autonomia individual por parte dos Fraticelli levaram à sua condenação por João XXII em 1317. Alternativamente, é provável que seja uma referência direta à chamada Beguine, Margaret Porete, queimada viva na fogueira em Paris em 1310 formalmente como herege reincidente, mas também por causa de sua obra "O Espelho das Almas Simples ", escrita, importantemente, no vernáculo francês. Margaret é verdadeiramente única em seu pensamento, mas que a alma perfeita torna-se livre da virtude e de suas obrigações e daquelas da Igreja ela afirma claramente em seu trabalho e é um tema em toda parte.
A condenação das ideias de Meister Eckhart em 1329 também pode ser vista como um exemplo de preocupação análoga na história cristã. As afirmações de Eckhart de que somos totalmente transformados em Deus, assim como no sacramento o pão é transformado no corpo de Cristo (ver transubstanciação) e o valor das ações internas, que são forjadas pela Divindade que habita em nós, têm sido frequentemente ligadas a Heresias quietistas.

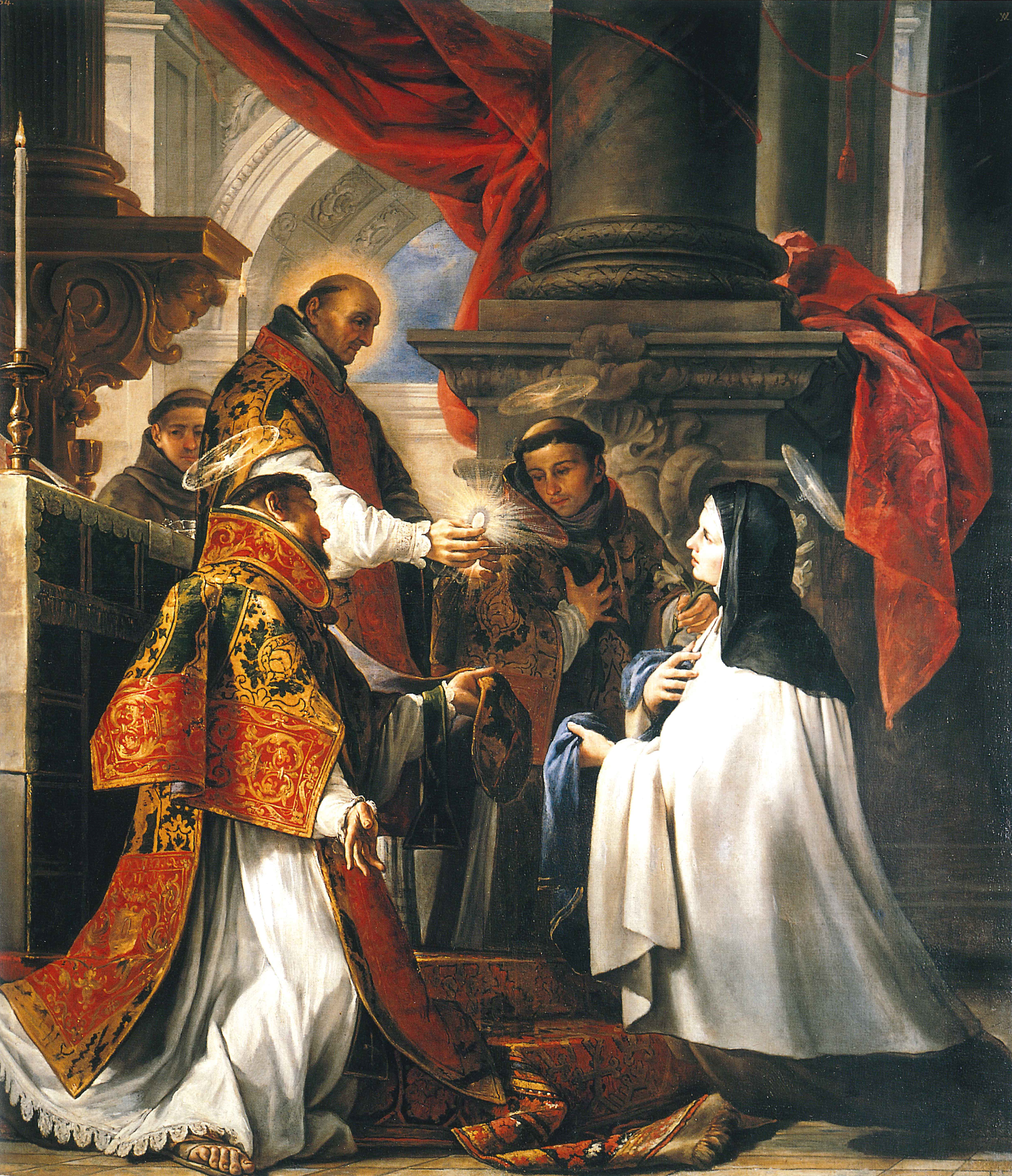
Pintura intitulada "La comunión de santa Teresa" de Juan Martín Cabezalero, 1670, representando a mística cristã Santa Teresa de Ávila

Na Espanha do início do século XVI, a preocupação com um conjunto de crenças mantidas por aqueles conhecidos como alumbrados levantou preocupações semelhantes às do quietismo. Essas preocupações continuaram até meados do século XVI, e os escritos de Teresa de Ávila e João da Cruz . Ambos eram reformadores muito ativos e ambos alertavam contra uma abordagem simplória de "não pense nada" (no pensar nada) para meditação e contemplação; além disso, ambos reconheceram a autoridade da Igreja Católica e não se opuseram ao seu ensino sobre a oração contemplativa. Assim, seu trabalho não foi condenado como heresia, sendo consistente com os ensinamentos da Igreja. Isso não impediu o trabalho de João da Cruz, no entanto, de ficar sob suspeita após sua morte; o fato de ele não ter sido canonizado até 1726 é em grande parte devido às suspeitas do século XVII de crenças semelhantes às chamadas "quietistas" no final do século.
George Fox chegou à conclusão de que a única espiritualidade real foi alcançada prestando atenção ao Espírito Santo (a divindade) através do silêncio, e fundou o movimento Quaker com base nisso - um que compartilhava muita semelhança com o pensamento "quietista". O pensamento quietista também foi influente entre os quacres britânicos do final do século XIX, quando o tratado A Reasonable Faith, de Three Friends ( William Pollard, Francis Frith e WE Turner (1884 e 1886) causou forte controvérsia com os evangélicos na sociedade. O frade capuchinho Benet Canfield (1562–1611), um católico inglês que vivia na Bélgica , defendia o quietismo em um tratado chamado Way of Perfection, sobre oração profunda e meditação.